# Боровичка

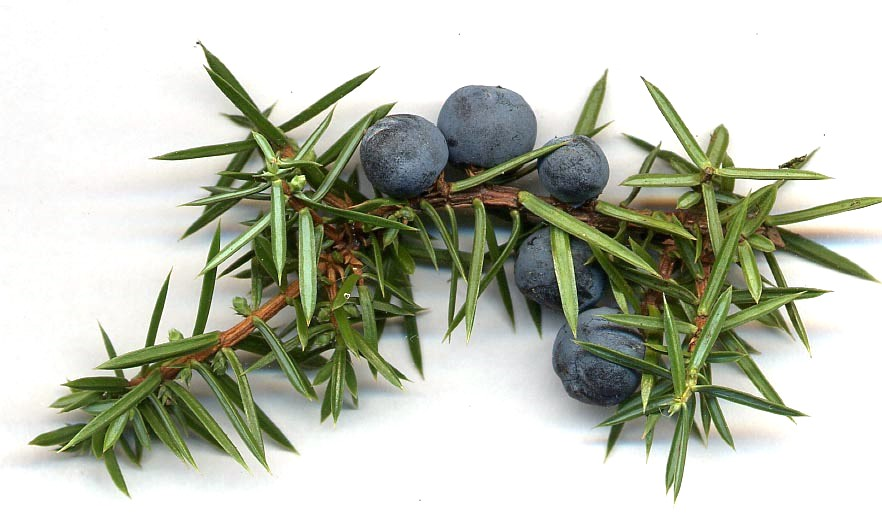
Ягоды можжевельника

Боровичка (словац. Borovička) — словацкий напиток, популярный также в Чехии, крепостью от 37 % до 55 %, наподобие джина, получаемый повторной дистилляцией зернового спирта, настоянного на ягодах можжевельника обыкновенного (словац. Borievka obyčajná).
Существуют два мнения, касательно способа изготовления боровички. По одному из них, она готовится путём тройной дистилляции зернового сусла, а затем настаивается определенный промежуток времени с ягодами можжевельника.
Второе мнение — боровичку изначально готовят на сусле из перебродивших толченых можжевеловых ягод путём тройной перегонки. Данный алкогольный напиток используется в качестве аперитива, употребляют его как в чистом виде (охлажденная боровичка или со льдом), так и с лимонным соком, соком лайма или с тоником. Очень часто этот напиток с характерными тонами можжевеловых ягод и нюансами специй включают в состав всевозможных коктейлей, в которых, при необходимости, он легко может заменить собой джин.
Растертые в кашицу свежие и спелые плоды черного можжевельника добавляются к дробленому, солодированному ячменному зерну, заливаются теплой водой и оставляют бродить. Можжевельника при этом берут четверть или треть от общего веса сухой массы. За 7—10 дней созревает смешанная ячменно-можжевеловая брага, которую перегоняют трижды в классических медных алембиках. Полученный результат с крепостью от 35 до 50 градусов выдерживают два-три месяца и разливают в бутылки. Нормализация — доведение крепости до 40 градусов не практикуется. Поэтому правильнее всего называть этот продукт можжевеловым виски. Иногда напиток дополнительно выдерживают два-три года в небольших (до 100 литров) дубовых бочонках. Такая разновидность приобретает легкий золотистый цвет и ещё более мягкий вкус, обогащенный ароматом ванили и дуба. Обычно такая боровичка не бывает крепче 40 градусов.
В Чехии выпускается в Визовице. Производитель: «Рудольф Елинек».